# روهان دالوات
روهان دالوات (بالإنجليزية: Rohan Daluwatte)‏‏ (9 مايو 1941 - 27 أغسطس 2018) هو قائد عسكري سريلانكي، ويحمل رتبة فريق أول في الجيش السريلانكي.